# 上海东站站
上海东站站位于中国上海市浦东新区祝桥镇上海东站内，临近浦东国际机场。是上海地铁21号线的车站。本站已与上海东站一同于2023年3月25日开工，预计在2027年完工。
市域机场线与市域南汇线也将在此设站。